# Hrvatski obzor
Hrvatski obzor je bio hrvatski politički tjednik.
Sjedište lista bilo je u Zagrebu, Slavonska avenija 4. Prvi je broj izašao 1995. godine, a zadnji broj 2000. godine.
Tijekom rujna 1995. godine prodavao se u 7500 primjeraka po izdanju.

## Urednici
Uređivali su ga Milan Ivkošić, zatim tri godine Branko Tuđen te Milan Jajčinović.

## Poznati suradnici
Maja Freundlich, Ljubica Štefan i drugi.

## Poveznice
- Hrvatska novinska izdanja

## Vanjske poveznice
- Hrvatski obzor (neaktivna poveznica)
- Hrvatski obzor  (arhivirana poveznica)
- Stari brojevi (arhivirana poveznica)
- Podlistci (arhivirana poveznica)